# Том и Джерри: Бравые ковбои!
Том и Джерри: Бравые ковбои! (англ. Tom and Jerry: Cowboy Up!) — американская анимационная вестерн-комедия 2022 года, выпущенная Warner Bros. Animation. Это был первый анимационный фильм с Томом и Джерри за последние пять лет, с момента выхода в 2017 году «Том и Джерри: Вилли Вонка и шоколадная фабрика». Премьера состоялась 25 января 2022 года.

## Сюжет
Дикий, дикий Запад стал ещё диче с Томом и Джерри на ранчо! На этот раз соперники объединяются, чтобы помочь ковбойше и её брату спасти свою усадьбу от жадного захватчика земли, и им понадобится помощь! Три любопытных племянника Джерри готовы к бою, а Том собирает собачий отряд. Но сможет ли отряд шалунов победить коварного отчаянного преступника, решившего обмануть попавшую в беду девушку? Что бы ни случилось с Томом и Джерри в седле, это будет весёлое времяпрепровождение!

## Озвучка
- Уильям Ханна — Том (архивные аудиозаписи) и Джерри
- Джордж Эксл — Маршал
- Шон Бургос — Бампи
- Тревор Девалл — Герцог
- Крис Эджерли — Август Критчл
- Джорджи Киддер — Скраффи
- Кейтлин Роброк — Бетти

## Выпуск
Фильм был выпущен на DVD и в цифровом формате 25 января 2022 года.
Телевизионная премьера состоялась на канале Cartoon Network 18 июня 2022 года, а на следующий день — на канале HBO Max.
«В „Том и Джерри: Бравые ковбои“ есть несколько песен, исполненных в стиле вестерн, в то время как насилие не такое жестокое, как в мультфильмах про Тома и Джерри. Однако моменты, когда ковбой падает в кактус, а все члены семьи кидаются друг в друга пирогами, напоминают приключения Тома и Джерри.» — Dawn, Young World.